# ألفونسو مارتينيز
ألفونسو مارتينيز (بالإسبانية: Alfonso Martínez)‏ (24 يناير 1937 بسرقسطة في إسبانيا - 17 أبريل 2011 ببرشلونة في إسبانيا) هو مدرب رياضي ولاعب كرة سلة إسباني في مركز الوسط، شارك في بطولة أمم أوروبا لكرة السلة 1961 وألعاب البحر الأبيض المتوسط 1963 وألعاب البحر الأبيض المتوسط 1967 وبطولة أمم أوروبا لكرة السلة 1967 وبطولة أمم أوروبا لكرة السلة 1959 والألعاب الأولمبية الصيفية 1960 والألعاب الأولمبية الصيفية 1968 وألعاب البحر الأبيض المتوسط 1959 وبطولة أمم أوروبا لكرة السلة 1969 وبطولة أمم أوروبا لكرة السلة 1963. ولعب مع نادي برشلونة ونادي أيسمالبار ‏.

## وصلات خارجية
- ألفونسو مارتينيز على موقع الاتحاد الدولي لكرة السلة (الإنجليزية)
- ألفونسو مارتينيز على موقع سبورتس رفرنس (الإنجليزية)
- ألفونسو مارتينيز على موقع أوليمبيديا (الإنجليزية)